# Alexander Jackson Davis
Pour les articles homonymes, voir Davis.
Alexander Jackson Davis (1803-1892) est un architecte américain. Il construisit plusieurs villas en style néogothique.

## Réalisations architecturales
- Siège de la New York University, 1833-1835